# آرثر اندروز
آرثر اندروز (بالإنجليزية: Arthur Andrews)‏ (1 أبريل 1891 بسندرلاند في المملكة المتحدة - 24 سبتمبر 1964 بساوثهامبتون في المملكة المتحدة) هو لاعب كرة قدم بريطاني (وحمل سابقاً جنسية المملكة المتحدة لبريطانيا العظمى وأيرلندا) في مركز الدفاع. لعب مع نادي بلاكبول ونادي ساوثهامبتون وCowes Sports F.C. ‏ وLymington Town F.C. ‏.